# Fuglsetfjorden
Fuglsetfjorden er en fjordarm på sydsiden af Sognefjorden i Høyanger kommune i Vestland fylke i Norge. Den går omtrent 8 kilometer fra indløbet og ind til bygden Førde som ligger i fjordbunden.
Fjorden har indløb mellem Krossen i vest og Eidesberget i øst ved foden af Seglet som stiger brat op til 751 moh. Lige syd for Eidesberget går den lille fjordarm  Eiesfjorden 1,8 km  mod sydøst til Søreide. Fuglsetfjorden går videre mod syd mellem Kroppefjellet (679 moh.) og Leirnesstøken (643 moh.) som begge stiger brat fra  fjorden på hver sin side. Nedenfor Kroppefjellet på vestsiden ligger bygden Bjordal. Syd for  Bjordal ligger bebyggelserne Hest og Osland og her er der en omkring 200 meter lang  bro over fjorden, langs fylkesveg 8. Herfra går fjorden to km videre mod syd  til Førde. 